# Joaquim Muntañola
Joaquim Muntañola Puig (Barcelona; 9 de abril de 1914 - 5 de marzo de 2012) fue un escritor y autor de historietas español, conocido por su primer apellido, Muntañola, con el que solía firmar. Su serie más conocida es Josechu el vasco.

## Biografía
Comenzó su carrera en los tebeos a mediados de los años 30 en revistas catalanas como El Be Negre, L'Esquitx y En Patufet.
Después de la guerra, realizó varios cortometrajes de dibujos animados protagonizados por el Faquir González, en asociación con Francesc Rovira-Beleta y José Escobar Saliente. Dirigió la revista Atalaya y colaboró en Páginas Vividas. Autor de novelas humorísticas del oeste en catalán, como Han arribat dos homes (1937).
Para TBO, a partir de los años 40, creó personajes como Josechu el Vasco, Angelina y Cristobalito y Doña Exagerancia.
En 1944 empezó a colaborar con El Correo Catalán y al año siguiente con El Mundo Deportivo. Publicó también en Tele-Estel, Dicen,  Vida Deportiva, Barcelona Deportiva, Lean, RB, Fotogramas, Lecturas, Patufet, Don Balón, Ellas, Interviú, etc.
Publicó más de treinta libritos recopilatorios de sus viñetas humorísticas, desde el primero, 160 chistes de Muntañola a la série de doce volúmenes Muntañola y..., dedicados al cine, la administración, la calle, el fútbol, ellas, los médicos, y otros temas.
Entre 1962 y 1984 publicó una tira diaria en La Vanguardia.
Colaboró semanalmente en el programa El món s’acaba, de Catalunya Ràdio. Autor de ocho comedias teatrales, entre las que destacan El Baldiri de la Costa, Ja tenim 600, Ronyons de recanvi o Futbol de nit. Cartelista. Crítico cinematográfico.
En 2000 obtuvo la Creu de Sant Jordi de la Generalidad de Cataluña.
El año 2006 la Fundación Caixa Sabadell le dedicó una amplia exposición antològica, comisariada por el dibujante Jaume Capdevila (Kap) y el diseñador Néstor Macià, que pudo verse en localidades como Granollers, Playa de Aro, Vich o Sabadell.
En el 2007 recogió el Premio de Honor Gat Perich.
En 2008 se publicó el libro autobiográfico La memòria fa pesigolles.